# Canariella pontelirae
Canariella pontelirae е вид охлюв от семейство Hygromiidae. Видът е уязвим и сериозно застрашен от изчезване.

## Разпространение
Разпространен е в Испания (Канарски острови).